# 芙蓉部隊
芙蓉部隊（日语：／ fuyō butai */?）是太平洋戰争末期，大日本帝國海軍第131航空隊屬下3個飛行隊（戰鬥804飛行隊、戰鬥812飛行隊、戰鬥901飛行隊）的通稱。名義上由關東海軍航空隊所管轄，而實際上為131空所屬的美濃部正少佐指揮。雖然芙蓉部隊為戰鬥機隊，但主要任務是對沖繩方面的敵方飛行場、艦艇實施轟炸，以及搜尋美軍的特遣艦隊。在使用特攻作為攻擊主體的當時，芙蓉部隊卻以夜襲戰法活躍於戰場。

## 特徵
芙蓉部隊的作戰思想是「雖說是夜間戰鬥機，但並不是對大型機作出局部迎擊，而是專門實施攻擊及進侵」。至於芙蓉部隊的夜間戰鬥機（丙戰）的戰鬥目是「在夜間、特別是黎明時份，使用掃射及轟炸持續削弱敵方制空隊」，雖然其訓練是針對基地航空部隊及特遣艦隊作目標，但未曾有機會遇上特遣艦隊並對其進行攻擊。
該部隊為了能實施夜間攻擊而進行特別訓練。既然作戰時間規劃主要訂在晚上，為了讓隊員的身體能夠適應夜間行動，所以實行了稱為「貓日課」，即日夜顛倒的生活方式。其活動表現為：零晨0時起床、1時早餐、6時午飯、11時晚餐、下午4時宵夜，並且限制使用電燈以強化夜視能力。至於夜間海上導航訓練，是從依黎明、薄暮、夜間的順序進行定點著陸訓練開始，再進階到飛到太平洋的海上導航通信訓練。由於時間及燃料不足，指揮所內製作了基地的立體模型讓隊員熟記夜間的進場路線，另外亦重複進行圖上演練。而在進行薄暮、夜間飛行訓練期間，在情況許可下更是安排隊員觀摩，進行「不飛行的飛行訓練」以提高訓練熟練成度。特別在雨天時召集所有搭乘員集中進行理論課。理論課的內容包括導航、通信、夜間艦艇的辨識、攻擊方法與戰術、飛行器的構造、所使用的飛機等等。芙蓉部隊在承受著人員損失同時仍然能夠繼續進行攻擊，原因是將新人配置在稱為後方基地的藤枝基地內進行訓練，並確立了隨時可以調配必要人手的系統成序。。因為將操縱員的訓練效率作為第一，並且徹底地只教授實用的內容，成功將訓練時間縮短約三分之一。
在芙蓉部隊的整備員、兵器員努力下，將90%的零戰、80%的彗星維持在可隨時出擊的狀態。
芙蓉部隊將當時閒置的俯衝轟炸機彗星一二型集合起來並加以善用。彗星一二型使用丹拿·平治所研製的水冷引擎DB601A的特許生產版本熱田32型，為當時最先進的引擎。不過，在資源稀少及在當時缺乏最新式機床等設備的日本而言可說是得物無所用，在生產及應用同為十分困難，無法量產化導致生產緩慢，就算配備數量很少，因整備員不熟習水冷引擎並對其經驗不足，所以這款引擊問題不斷也無法解決，使到可用性極低。為此，只好量產已替換成金星62型風冷引擎的彗星三三型作為解決方法。就此一來，可用性極低並不成戰鬥力的彗星一二型立即從第一線的艦載轟炸機部隊撤換下來。不過，由於彗星一二型的基本性能相當高，以高速在夜間飛行亦毫無難度，所以美濃部少佐便著眼在此並立即在自己的部隊中開始使用。美濃部少佐為了能夠整備難纏的熱田32型，因此將德倉正志大尉及屬下負責整備的人員派遣到原廠的愛知航空機習熟彗星的整備方法，結果將彗星的可用性提升至80%，而零戰更達到90%。德倉大尉等人更將原本準備廢棄的彗星的殘骸中拆出零件，組合成另一架彗星。結果，在當時很難滿足地齊集一定數量機體的日本以言，芙蓉部隊為相當特別。
在武装上，積極地的採用各種特殊炸彈。例如有能用於對地及對空的暫稱三式一番二八號炸彈（火箭彈），以及在空中爆炸，利用爆風及破片達到攻擊效果的三一號光電管炸彈等。在制式化並正式採用前的三式一番二八號炸彈（火箭彈），連製造方面也認為「有爆炸的危險」，但美濃部少佐毫不介意，並且以「連特攻也要用上的時期，就算有某種程度上的危險也沒有辦法」作為理由在部隊內導入並使用。
基本上芙蓉部隊由於不進行空戰，所以不使用斜槍，相反地經常使用懸掛在機翼下的4枚「三式一番二八號炸彈（火箭彈）」，攻擊敵方基地、艦船。本来設計在空戰使用武器，但是河原政則中尉則指出「用炸彈很難命中，用這個就能經常命中」。
部隊的名稱使用了富士山的別名「芙蓉峰」，所以稱為芙蓉隊（即後來的芙蓉部隊）。由於部隊根據地的静岡縣藤枝基地能夠清楚地看到富士山，因此美濃部少佐就這樣為部隊命名，甚至第三航空艦隊長官寺岡謹平中將亦親筆揮毫製作隊旗。最初純粹作為別名，但後來參加菊水作戦期間為主要進行夜間攻擊部隊的關係而開始被受認識。

## 歷史

### 到編成為止
芙蓉部隊的構想，自於1944年1月938空以1架零式水上偵察機成功在夜間轟炸新喬治亞島的美軍飛行場後，飛行隊長美濃部正開始有了夜間襲擊的想法。美濃部隨即向司令部提案夜擊後，便開始在楚克基地訓練部隊。但在同年2月17日的楚克島空襲中損失了所有機材因此計劃頓挫。
1944年（昭和19年）2月，美濃部向軍令部提出希望能補給零戰期間，雖然並不允許水上機部隊補給零戰，但軍令部航空部員源田實中佐卻支持美濃部的想法，取而代之，源田提出以編成新的零戰飛行隊，並由美濃部擔任該飛行隊的飛行隊長作為折衷方案。這時美濃部便向源田中佐提出「在飛機產量少，而且陸上機飛行員激減，在專門進行迎擊後，進攻兵力變得更少。但是水上飛行員還算人材豊富，如果以他們的夜間技量再配上零戰，深入敵陣進行攻擊將會成為可能」，而編成為夜襲飛行隊，並隸屬於艦隊的夜間戰鬥機隊，這是後來的事
跟美濃部的期待一樣，由分隊長開始以水上機搭乘員為主體編成了戰鬥316飛行隊（零戰裝備），但後被所屬的301空的八木勝利司令在防空戰中消耗。及後302空開始重建。當時的司令小園安名大佐對美濃部的想法表示理解。後來美濃部以戰鬥901飛行隊飛行隊長的身分異動到153空並在9月開始在菲律賓方面作戰。同屬153空的夜間戰鬥機部隊戰鬥804飛行隊、戰鬥812飛行隊兩隊雖然也參與作戰，不但沒有擴大戰果，反而損失續出，而戰鬥901由於戰損不能不返回日本進行重建。調動到752空的戰鬥901於1944年11月15日返回日本，但是752空已有4支飛行隊，使用攻擊機的飛行隊亦在擴充中，也收容不了戰鬥機為主的夜戰隊，而為了重返菲律賓的關係，部隊編入131空進行重建。

### 藤枝基地

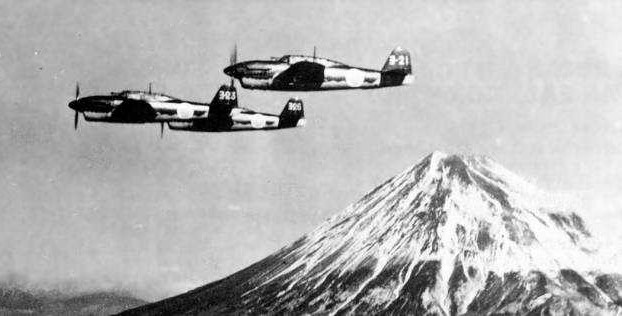
芙蓉部隊主力機種｢彗星｣及部隊名的來源富士山

美濃部為了重建部隊因此開始找尋飛行場，最後決定藤枝基地作為訓練根據地。因需重建部隊，所以編成及機材交由軍令部作戰課負責。機材為配備零戰，另外美濃部知道銀河的數量少不夠用作編成，因此轉為希望得到彗星。美濃部在人事局的名單中點選了不少優秀的水上機搭乘員，而要求其他的地勤人員也得到人事局的優待。就這樣，於1945年1月，戰鬥804（彗星一二型）、812（彗星一二型）、901（彗星一二型、零戰五二型）3個飛行隊及整備隊統合並編成為獨立飛行隊，但仍下轄關東海軍航空隊的指揮。在編制上指揮官為關東空司令，不過實際上的指揮官是美濃部。整備隊的編制為131空整備班及關東空整備班。2月1日戰鬥804（北東空）從菲律賓回來的，後來812（131空）也從菲律賓回來並合流。芙蓉部隊編成初期，所擁有的裝備為40架彗星、30架零戰52型。
1945年2月17日出擊時，美濃部向部下指示進行特攻，更在出發前「別盃（即飲酒餞別）」。為對付來襲日本本土的美軍特遣艦隊，準備了「如黎明前索敵機一發現敵方航空母艦，在報告位置後，立刻撞向其飛行甲板令飛機不能起飛從而失去攻擊力。在黎明後到達索敵機報告地點的單位則反覆地進行通常攻擊」的戰法。而在鞭杲則少尉的記憶中得到的命令是「發現敵方航空母艦後衝向飛行甲板作滑行」，這種戰法不但能破壞搭載機，而突入後引起的火災也可以作報告目標位置。哪一種都好也是以必死的特攻作前提的戰法，不過這時並沒有發現到敵人，所以沒有進行特攻攻擊。
以彗星作為主體的特攻部隊不斷損耗，因此有傳言指同樣配備彗星的芙蓉部隊會以第二御盾特別攻擊隊為名進行特攻，但美濃部則以「我不會派部隊出去作特攻。由於能夜間作戰的人很少，去了便沒有了」來否定，部隊亦就此覺得安心。
1945年3月15日戰鬥804編入131空。

### 沖繩戰役
1945年3月，沖繩戰役開始。該次戰役中日本軍上層部對航空運用方針只有一個，就是「以特攻打擊敵方水上部隊」。
沖繩戰役開始前的2月4日，軍令部總長官邸召開了研究會，研究準備進攻的美軍特遣艦隊將會在沖繩周方會作出甚麼的攻擊。這時日本軍的航空兵力不足，所以有提案除使用實用機外同時使用練習機參加特攻。這時各個幹部的發言包括有「如果去的話應該會命中」「練習生使用練習機作特攻的方法需要研究」「『白菊』有很多。這需要變成戰鬥力」等意見。在這些背景下，2月中旬開始總結將練習航空隊編成為特攻部隊的提案。攻擊力的主體依賴特攻，連練習機也投入的話，能計算為航空戰力的機数會激増。到了2月下旬，基本上一定會實施特攻。
1945年2月下旬，三航艦司令部下轄的9個航空隊的幹部全被召集在木更津基地，進行沖繩戰役的研究會。軍令部的方針為決定把練習機投入作戰，並將三航艦作為特攻主體及作出説明。參加了研究會的美濃部，對於低速的練習機投入作戰提出反對，因為其不可能突破在多重敵方戰鬥機的防御陣。受到意外反對的參謀立即以「必死盡忠之士在鋪天蓋地進擊時，誰會在阻頭阻勢！第一線的少壯士官在說甚麼！」來怒吼，但美濃部便以「現場的兵士誰也不怕死。不過，指揮官有為葬身之地提供相應戰果的義務。使用練習機進行特攻，將會被十重二十重準備好的格魯門擊墜，能不能取得戰果簡單明瞭。如果真的用白菊和練習機作特攻推進的話，就由提出的各位，坐上去執行攻擊試試看吧。我會駕駛1架零戰，全部打下來給您們看看」來反駁。
3月30日及31日，部隊進入鹿兒島縣鹿屋基地。
4月1日，美軍開始在沖繩本島登陸。
4月6日，就菊水一號作戰，在上午3時從鹿屋出擊，6架彗星及4架零戦到達沖繩本島。作戰行程的來回飛行距離達1,400公里以上（如果加上因雷達的誤差而轉變方位等會有1,700公里左右），而去程更是在黑暗之中。在黎明時對嘉手納海岸周邊的運輸艦及巡洋艦作出攻擊，並報告使用了暫稱三式一番二八號炸彈（火箭彈）成功命中目標及以機槍掃射。在15架出擊機中有2架未歸航。
4月12日，在菊水二號作戰中，前往被美軍占領的嘉手納飛行場作攻擊，成功轟炸跑道但16架出擊機中有9機損失。另外在黎明前到早晨為止亦有進行索敵任務，雖然受到裝備雷達的夜間戰鬥機F6F-5N「地獄貓」的攻擊但仍能全機生還。
4月16日，菊水三號作戰中，前往被美軍占領的嘉手納中飛行場、讀谷村北飛行場作出攻擊。上午4時20分，以機槍掃射跑道後再投下250公斤炸彈。1架未歸航。
在沖繩戰役的半個月間整個部隊損失三分之一飛行員，後來得到12架彗星、4架零戰的補充，另外再增加10名熟練整備員。
4月20日，在部隊編制上指揮官改為一三一空司令。於4月20日到26日為止累積有38架出擊前往索敵，不過當中只有2架因故障而返航。到菊水四號作戰為止再得到15架補充機。

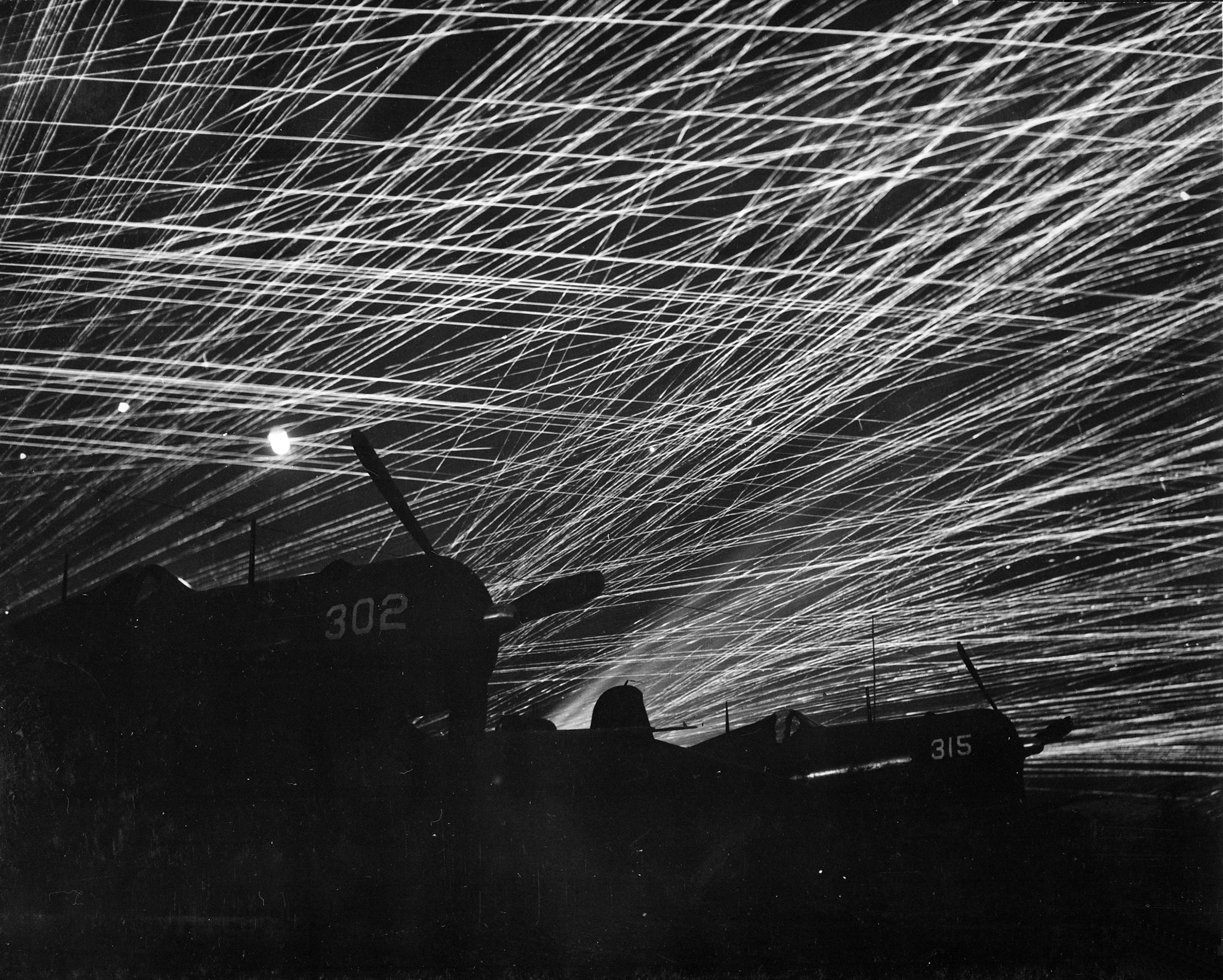
於1945年，美軍為對應夜間轟炸，在讀谷飛行場實施的對空防御砲火。

從4月27日開始的菊水四號作戰中，部隊成為攻擊主力。27日晚上到28日早晨期間，開始連續六次的波狀攻擊。而出擊機數達到35架。下午7時34分首先出擊的第一次攻擊隊3架彗星中有2架在北飛行場各投下250公斤炸彈並全機生還。第二次攻擊隊的2架零戰則對艦船進行機槍掃射，未歸航機1架。第三次攻擊隊中4架中有3架折返。餘下彗星單機繼續對中飛行場進行攻擊並投下炸彈，該機後來被擊中並在鹿兒島灣緊急降落但乘員全部生還。第四次攻擊隊於下午10時開始出擊機共有8架，當中有5架成功突破敵方夜間戰鬥機的警戒並對中飛行場、北飛行場及伊江島飛行場實施轟炸，未歸航機1架。第五次攻擊隊為6架零戰於上午0時25分出擊。雖然有1架折返機，餘下的繼續對位於慶良間列島的舟艇進行機槍掃射，並擊破一架飛行艇，但有1架未歸航機。第六次攻擊隊的12架彗星中有10架對攻擊目標的飛行場投下光電管炸彈及250公斤炸彈，未歸航機2架。
於4月28日晚上再作三次攻擊，出擊機共17架。當中有3架彗星因機件故障折返，有1架因油壓問題沒有出發而不算進已出擊機。一次攻擊隊成功完成轟炸並全機生還，第二次攻擊隊4架零戰中有2架4機中有2機未歸航，當中1架未歸航被發現墜落在佐世保港外。第三次攻擊隊有1架彗星因中彈而需緊急降落。4月29日及30日的夜襲中，為了引誘敵方夜間戰鬥機出動並使其耗盡燃料，因而對飛行場進行攻擊。14架已出擊的在撒下欺瞞紙（擾亂雷達的金屬紙條）後有9架成功突入。在沖繩上空因為充滿煙霧導致視野不良，但仍然進行投彈，除了有1架彗星轟炸了北飛行場外，零戰則對航空母艦作出攻擊。
菊水五號作戰從5月3日開始出擊。分三次共有18架出擊機。但因連日作戰的過度使用及中彈損傷等，多次出現取消出發及需要折返等問題。有8架到達沖達本島後成功進行了轟炸及機槍掃射，但有一1架未歸航機。5月5日於0時出擊的14架當中有10架因惡劣天氣而折返，餘下的4架彗星轟炸了北飛行場及伊江島飛行場，未歸航1架。7日黎明前有7架出擊，在北飛行場成功投下25番三號炸彈並全機生還。
菊水六號作戰中，原定5月8日出擊但因惡劣天氣而取消。後於5月10日出動了2架彗星轟炸了北飛行場跑道並全機生還。5月11日，在天氣不佳的情況下3架進行攻擊的彗星只有1架投下了1枚炸彈命中敵方飛行場。5月12日對配置在種子島、屋久島的南方的雷達警戒艦(Radar picket)實際索敵攻擊。彗星找不了敵方驅逐艦但發現潛艦，並立刻進行轟炸。搭乘員後來在海面發現大量燃油，及後報告該艦大概是確實擊沈。此外，由於有敵方夜間戰鬥機出現，所以認為負近有航空母艦接近，因此派出11架出擊進行索敵及攻擊。不過因F6F夜間戰鬥機的迎擊，當中有1架彗星未歸航，另有1架因墜落事故嚴重受損。在翌日仍然打算攻擊航空母艦而進行索敵，但因夜間戰鬥機攔截有1架被擊墜。
雖然在之後繼續進行攻擊，但因美軍為了防範夜襲部隊而配備了F6F夜間戰鬥機作為對策，使到後續的攻擊變得困難，另外鹿屋亦因受到猛烈的攻擊，部隊在5月中旬移動到鹿兒島県的岩川基地。更得到6架零戰及15架彗星作補充。岩川基地在白昼時在跑道讓牛隻放牧，也設置了移動式的小屋讓敵方覺得這裡是牧場，因為進行了徹底的偽裝，所以連一次空襲也沒有受到，部隊也沒有因敵機攻擊而損耗機材。甚至各機體在降落後連燃料也抽走，並拉到樹林中，加上樹枝作偽裝。
芙蓉部隊亦參加了菊水七號作戰，於5月25日黎明前出擊，負責針對特遣艦隊進行索敵及攻擊。雖然設定了270至560公里的索敵線並在設定夜間進行，但這次出擊並沒有發現敵軍，也全機生還。5月27日黎明前實施對潜掃討。零戰發現敵方潜艦後立即以機槍掃射。1架彗星未歸航，可能是偏離航道。
菊水八號作戰由5月27日開始。於28日惡劣天氣下強行出擊的芙蓉部隊有2架彗星到達沖繩，當中1架在北飛行場投下了三十一號光電管炸彈，並全機生還。5月31日，從部隊後方的藤枝基地收到9架彗星及2架零戰的補充，這時的戰力為37架彗星、16架零戰。
6月後沖繩進入梅雨，因惡劣天氣菊水九號作戰延期到6月7日。黎明前的6月8日，芙蓉部隊的10架彗星轟炸伊江島飛行場，在惡劣天氣下當中4架突入飛行場並各投下250公斤炸彈。共有6處發生火災，當中1處由於火勢十分猛烈所以推斷是命中了燃料集積地。6月9日10架彗星中有6架到達目的地，在躲避敵方夜間戰鬥機的追趕下投下了光電管炸彈。雖然確認發生誘爆，但有2架彗星未歸航。6月10日晚上，為了夜間制空而派出了3架彗星及4架零戰共7架出擊，當中一架彗星夜戰（一二戊型，由彗星改裝的夜間戰鬥機）報告發現了美軍的夜間戰鬥機P-61「黑寡婦」。以反航戰向其攻擊後立即脱離，後再以同航戰接近期間，使用斜槍將其擊墜。在這次出擊期間有1架嚴重損毀、1架未歸航。
6月21日，菊水十號作戰開始，部隊派出16架出擊。在沖繩上空由於雲量過多，無法不從雲上進行轟炸。這次攻擊中有1架需要緊急降落，2架未歸航，當中1架確認在海上墜毀。6月22日，菊水作戰終止。

### 沖繩戰後
在沖繩戰役後芙蓉部隊仍然繼續對沖繩進行夜間轟炸。
6月25日，芙蓉部隊為了援護白菊及零式觀測機進行夜間特攻而出擊。有14架從事對敵方夜間戰鬥機的哨戒，並在各飛行場進行欺敵攻擊。當中5架彗星在飛行場各投下光電管炸彈及60公斤炸彈，並擺脫追擊的夜間戰鬥機全機生還。芙蓉部隊在天氣回復後的7月3日上午1時，派出14架彗星實施對夜間戰鬥機哨戒及轟炸伊江島飛行場。不過這次受到敵方夜間戰鬥機阻撓，有2架未歸航。7月4日及5日實施對夜間戰鬥機的攻擊，由於遇不到敵軍當然沒有任何戰果。另外，被擊墜的機數少的理由，是因為如P61因機體大欠缺機動力，無法追上作出高速蛇行、俯衝的日本機，而F6F因只有1名操縱員，既要操作雷達兼𣈴準，也要一邊飛行，負担太多。
7月15日晚上冒著惡劣天氣派出6架出擊但沒有遇上敵軍，而18日則有10架出擊﹐但因敵方夜間戰鬥機、故障，以及惡劣天氣的阻礙，只有3架能到達沖繩。當中前往北飛行場並投下光電管炸彈的彗星，報告並確認有2處著火。這次攻擊有2架彗星未歸航，當中1架為墜毀。23日及25日對潜艦實施攻擊。出擊後的零戰發現了潜艦，並報告以機槍掃射使其輕度損傷。
7月23日，第五航空艦隊司令官宇垣纏中將前來視察。雖然宇垣以特攻作為主戰法，不過其對基地的巧妙隱藏相當佩服，不但贊揚芙蓉部隊，並對美濃部的統率有很高的評價。美濃部向宇垣建議活用夜間戰鬥機，宇垣也「同意其表述之處」，但日本軍的戰力即將見底。
7月28日，芙蓉部隊投入29架，實施對北飛行場及伊江島飛行場轟炸、敵夜間戰鬥機哨戒及潜艦攻擊。14架負責轟炸任務之中，避開了敵方夜間戰鬥機哨戒的4架彗星成功投彈，以光電管炸彈命中跑道並報告有4處著火。且全機生還。翌日的7月29日，以14架實施索敵及對伊江島進行攻擊，這次出擊有1架在海上緊急降落，有1架在降落時嚴重受損。
在8月中芙蓉部隊沒有留下出擊記錄，但如果不是惡劣天氣的話會對沖繩飛行場進行攻擊、對潜掃討及索敵等活動派出十數架出擊機。但期間有件較戲劇性的事，中川義正上飛曹所操縱的彗星發現了4架正前往鹿兒島方向的美軍重型轟炸機編隊，這時中川立即投下25番三號炸彈攻擊敵機，擊墜其中3架。8月8日損失2架彗星。12日及14日對沖繩飛行場實施轟炸。於14日晚上的出擊中有1架彗星1機未歸航。
戰爭末期，美濃部為決號作戰（本土決戰）作準備，製作了以特攻作最後出擊時，24架隊機的編成表。搭乘名單上主要為士官、准士官、夜襲熟練的下士官及兵搭乗員。美濃部更預備親自在空中指揮。這次特攻為「在敵人登陸前，必須對特遣艦隊進行猛攻。首先，裝備炸彈的索敵攻擊隊出發並捕捉敵艦隊。在收到通報後裝備炸彈的攻擊隊接著出發，敢死的讓炸彈在海面彈起直擊敵艦舷側的肉博反跳轟炸，之後在全部彈藥打光後突入敵艦。而對於航空母艦上如果有排好的飛行機，滑行過去並將其誘爆」及「留在基地的地上人員也應選擇成為決死隊，在掘好洞穴後也放進炸彈。在敵軍登陸部隊迫近時將殘留的施設放火，讓敵人覺得安心的時候，在洞穴中決死隊各自，引爆炸彈的信管誘發大爆炸，讓其波及到戰車及歩兵。而其他大部分年輕的隊員，混進離開基地的一般市民中，自己開啟自己的命運」的作戰。
1945年8月15日，芙蓉部隊迎接了終戰。隊員並不接受終戰更有意繼續抗戰，不過美濃部在艦隊司令部受到井上成美大將的勸說，並希望美濃部能說服自己的部下。美濃部在返回基地後指部隊為陛下的為理由說服隊員，亦以「詔勅發佈以後，我再沒有部隊的指揮資格。如果不接受的話斬了我再出擊吧」勸說隊員。之後，美濃部也「日本說不定會在某一個時候復興。在這時我們再會吧」進行訓示。美濃部准許隊員們使用部隊的飛機用作復員之用。用這些飛機來復員，使得美濃部有違反國際法的嫌疑，不過美濃部以「在全部武裝撤去後才用作復員」作解釋後並沒有追究責任。
芙蓉部隊到終戰為止，總共出擊了81次或786架次，當中有43架未歸航機、死者103人及戰死者89人。綜合戰果，報告為重創1艘戰艦、1艘巡洋艦、1艘大型運輸船，另外飛行場大火6次、發現航空母艦群4次及擊墜敵方夜間戰鬥機2架。

### 戰後
芙蓉部隊的錬成基地「藤枝基地」後來改名為「靜濱基地」，用作航空自衛隊的初級操縱教育。1980年，原芙蓉部隊隊員在基地内建立了芙蓉部隊記念碑（1996年用黑御影石重建）。芙蓉之名「ＦＵＹＯ」現在也用作第11飛行教育團第2飛行教育隊的別稱繼續傳承下去。
愛知電視台於2005年5月，播出名為的紀錄片。同年6月亦在には東京電視台播放。劇團 Gooffy&Merry-go-land則以芙蓉部隊作為題材，名為《JUDY ～The Great Unknown Squadron～》並作定期上演，而靜岡新聞、南日本新聞多次刊登與該作品有關公演的內容。2007年8月亦NHK鹿兒島放送局該有過合作。
落語家桂竹丸（鹿屋市出身）以為題作並以新作落語公開。

## 註腳
1. ↑  #夜襲隊88-89頁
2. ↑  #夜襲隊110頁
3. ↑  #作戦々史「四、芙蓉部隊作戦思想『夜間戦闘機といえども対大型機局地邀撃に非ずして専ら侵攻企図を有せるものなり』」
4. ↑  #作戦々史「四、芙蓉部隊作戦思想 丙(1)夜間特に黎明期銃爆撃に依り敵制空隊の漸減」
5. 1 2  #夜襲隊89頁
6. 1 2  #特攻拒否(上)4頁
7. 1 2 3  #夜襲隊90頁
8. ↑  #夜襲隊92頁
9. 1 2 3 4  #静浜基地
10. ↑  #夜襲隊53頁
11. ↑  #夜襲隊116頁
12. ↑  #夜襲隊115頁
13. ↑  #夜襲隊118頁
14. ↑  #夜襲隊115頁「特攻まで出るこの時期、ある程度の危険は仕方ない」
15. ↑  #本土防空戦240頁 「爆弾は当てにくいが、これはよく当たった」
16. 1 2  #夜襲隊79頁
17. ↑  #夜襲隊78頁
18. 1 2  #夜襲隊39頁
19. ↑  #夜襲隊39-40頁
20. ↑  #零戦よもやま214頁
21. ↑  #夜襲隊42頁
22. 1 2  #夜襲隊33頁
23. ↑  #夜襲隊34頁
24. ↑  #夜襲隊60-62頁
25. 1 2 3  #作戦々史
26. ↑  #夜襲隊82-83頁
27. ↑  #夜襲隊86頁
28. ↑  #夜襲隊104頁
29. 1 2  #夜襲隊105-108頁
30. ↑  #特攻拒否(下)1頁
31. 1 2  #夜襲隊146頁
32. ↑  #夜襲隊147頁
33. ↑  #夜襲隊166頁
34. 1 2 3 4 5 6 7  #八一二飛97頁
35. 1 2 3  #八一二飛99頁
36. ↑  #夜襲隊201頁
37. ↑  #夜襲隊203-204頁
38. ↑  #夜襲隊204頁
39. ↑  #夜襲隊205頁
40. ↑  #夜襲隊206頁
41. ↑  #八一二飛134頁
42. 1 2  #特攻拒否(下)2頁
43. ↑  #夜襲隊218-219頁
44. ↑  #夜襲隊220頁
45. 1 2  #夜襲隊222頁
46. 1 2 3 4  #八一二飛156頁
47. 1 2  #八一二飛162-163頁
48. ↑  #夜襲隊232-233頁
49. 1 2  #八一二飛170頁
50. ↑  #八一二飛176頁
51. ↑  #八一二飛177頁
52. ↑  #八一二飛185頁
53. 1 2  #八一二飛190頁
54. ↑  #八一二飛192頁
55. ↑  #八一二飛193頁
56. ↑  #夜襲隊257頁
57. 1 2  #戦藻録(九版)541頁
58. 1 2  #夜襲隊264頁
59. ↑  #八一二飛208頁
60. ↑  #夜襲隊269頁
61. ↑  #夜襲隊270-271頁
62. ↑  #夜襲隊271-272頁
63. 1 2 3  #夜襲隊267頁
64. ↑  #夜襲隊278頁
65. ↑  #夜襲隊280頁
66. ↑  #八一二飛228頁
67. ↑  .   [2017-04-19]. （原始内容存档于2017-04-19）.

### 網頁
- （日語）アジア歷史資料センター（公式） （页面存档备份，存于）（防衛省防衛研究所）
  - Ref.C13120006900. .
- （日語）静浜基地｜ [JASDF] 航空自衛隊.  (PDF).   [2017年4月]. （原始内容存档 (PDF)于2019-10-29）.
- （日語）境 克彦. . 時事ドットコム. 2015年8月  [2017年4月]. （原始内容存档于2021-01-26）.
- （日語）境 克彦. . 時事ドットコム. 2015年8月  [2017年4月]. （原始内容存档于2020-12-11）.

### 書籍
- （日語）宇垣纏; 成瀨恭. . 原書房. 1968. ASIN B000JA5VH8.
- （日語）渡邊洋二. . 光人社NF文庫. 2008年3月. ISBN 4-569-66657-4.
- （日語）吉野泰貴. . 大日本繪畫. 2012年10月. ISBN 978-4499230964.
- （日語）神坂次郎. . PHP文庫. 2006年. ISBN 4-569-66657-4.
- （日語）渡邊洋二. . 現代史出版会·徳間書店. 1979年10月. ASIN B000J8EF9A.
- （日語）柳田邦男. . 光人社NF文庫. 2003年10月. ISBN 978-4769820727.
- （日語）藝文社《Master Modelers》Vol.10 「美濃部正少佐と海軍芙蓉部隊」
- （日語）PRESIDENT社《PRESIDENT》1992年8月號 保阪正康「反骨の指揮官『我が部隊特攻せず』」

## 相關資料
- （日語）石川真理子. . 内外出版社. 2016年10月31日. ISBN 978-4862572899.

## 外部鏈結
- 航空自衛隊靜濱基地 （页面存档备份，存于）